# Островцы (Московская область)
Островцы́ — деревня в Люберецком городском округе Московской области, бывший административный центр сельского поселения Островецкое.
Расположена в 13 км от МКАД на 30-м километре федеральной магистральной автодороги М5 «Урал», к югу от посёлка Октябрьский. На западе деревня граничит с Томилинским лесопарком.

## История деревни

### Возникновение поселения и происхождение названия
На территории Московской области в настоящее время учтено более трёх тысяч погребений, а на территории современных Островцов советскими археологами были раскопаны два кургана. В одном из них обнаружены бусы продолговатые — янтарные и из глухого стекла с белыми налепными полосками, привески монетовидные крестолунничновключенные, а также глиняную посуду. Данные находки были отнесены к погребениям первой половины — середины XII века.
Согласно словарю В. И. Даля, слово «остров» имеет, помимо общеизвестного, также следующие значения: «возвышенное, сухое место среди болот, бугор», «плодородное место среди бесплодного, оазис, зеленец».
В XVII веке Островцы числились деревней и принадлежали Новоспасскому монастырю. В 1678 году здесь было 12 крестьянских и 16 бобыльских дворов с населением 86 человек. В 1709 году Островцы были пожалованы фельдмаршалу графу Борису Петровичу Шереметеву и остались во владении этой семьи до отмены крепостного права. В 1768 году в деревне стояло уже 32 двора, в которых проживали 162 мужчины и 171 женщина.

### При Шереметевых
Во владениях Шереметевых Островцы имели значение как хозяйственное имение, которое давало неплохой доход благодаря расположению на большой торговой Коломенской дороге, также известной как Астраханский тракт, ныне Рязанское шоссе, по которой купцы везли из Астрахани в Москву рыбу, шёлк и другие восточные товары. На территории посёлка издавна находился постоялый двор, где купцы и путники могли переночевать, отдохнуть, сменить лошадей.
Особое значение имели две мучные мельницы на реке Пехорке. По свидетельству историка Миллера, предпринявшего в 1778 году путешествие в Коломну, на устье реки Пехорки у камергера графа Бориса Петровича Шереметева находилась «преизрядная мучная мельница о 12 поставах, приносящая до 1 500 рублей оброчного годового доходу, потому что сия речка во весь год водою изобильна». Эта мельница была основана ещё при монастырском владении, а при Шереметевых расширена, и не раз из-за неё вспыхивали споры с владельцем села Быково М. М. Измайловым.
По сведениям 1852 года, деревня входила во владение графа Дмитрия Николаевича Шереметева, и насчитывала 96 дворов, крестьян — 717 человек обоего пола.

### После крестьянской реформы
Население деревни сокращается после крестьянской реформы, что связано и с сокращением транзита по тракту после постройки в 1860-х гг. Московско-Казанской железной дороги, прошедшей в стороне от деревни, и с распространением среди крестьян отхожих промыслов из-за малоземелья.
В 1876 году в 116 дворах проживало 676 человек. Земельный надел крестьян составлял 483 десятины, из них 28 — усадебной земли, 212 — пашни, 44 — заливных лугов, 96 — покосов и выпасов, 65 — леса. Такое незавидное положение было довольно редким исключением для этих обжитых мест. Урожай собирали средний, скота имели мало — 87 лошадей, 47 коров, 75 голов мелкого скота. 17 домохозяев уже в это время земледелием не занимались.
Земское училище появилось в деревне только в 1898 году, но уже в следующем году в селе числится грамотных и учащихся 264 человека, третья часть всего населения.
В 1899 году в 117 наличных семьях проживало 787 человек, в 34 отсутствующих семьях числилось 105 человек. В деревне стояла 121 изба, 164 иных построек. 32 хозяйства надельной земли не имели, из остальных своими силами обрабатывали землю только 62 двора, 12 — не обрабатывали наделы. Урожаи получали низкие: овса — сам-полтора, картошки — сам-6. С промыслами были связаны из 115 хозяйств 293 жителя, из них 172 работали на стороне, в том числе 24 крестьянина торговали скотом и сеном. Как и в других бронницких деревнях, расположенных вблизи поймы Москвы-реки, отдельные наиболее зажиточные хозяева имели по несколько лошадей, арендовали луга и нанимали соседей, чтобы летом заготовленное сено отвозить в Москву для продажи. В селе проживали 53 человека посторонних. Их нанимали местные зажиточные крестьяне для выполнения разных сельскохозяйственных работ.
В 1912 году в деревне стояли 135 домов, земское училище, казённая винная лавка, 3 чайные, 5 мелочных лавок.

### При советской власти и в настоящее время
В 1930-е гг. в деревне был создан колхоз, влившийся в 1959 году в совхоз «Подмосковный», центр которого располагается в деревне Островцы (теперь АО «Подмосковное»). Здесь имеется тепличное хозяйство на площади 10 гектаров, фермы крупного рогатого скота, мастерские, обширные овощные плантации на пойменных землях, учебный комбинат специалистов сельского хозяйства, в том числе тепличниц, механизаторов. Агрофирма «Подмосковное» по итогам 2008 года признана одним из лучших хозяйств Московской области.
В северном конце деревни в 1960—1990-е гг. вырос микрорайон четырёх-пяти-этажных жилых домов акционерного общества (бывшего совхоза). Здесь же находятся администрация Островецкого сельского округа и другие учреждения. В самой деревне на 1993 г. в 264 домах проживало 475 человек, а в микрорайоне 2 930 жителей — это основной коллектив работников хозяйства. До 2006 года Островцы были центром Островецкого сельского округа.
Недалеко от деревни у шоссе поставлен памятник землякам, погибшим на фронтах Великой Отечественной войны.
В настоящее время в Островцах происходит активное строительство нового многоэтажного микрорайона «Новые Островцы» и население деревни существенно выросло. В Островцах находятся три 25-этажных жилых дома, которые на протяжении нескольких лет были самыми высокими жилыми зданиями, расположенными в сельской местности.
С 1 января 2025 года Островцы включены в состав городского округа Люберцы.

## Достопримечательности
Рядом с автобусной остановкой «Островцы-1» находится частный дом в форме розового слона.

## Кладбище

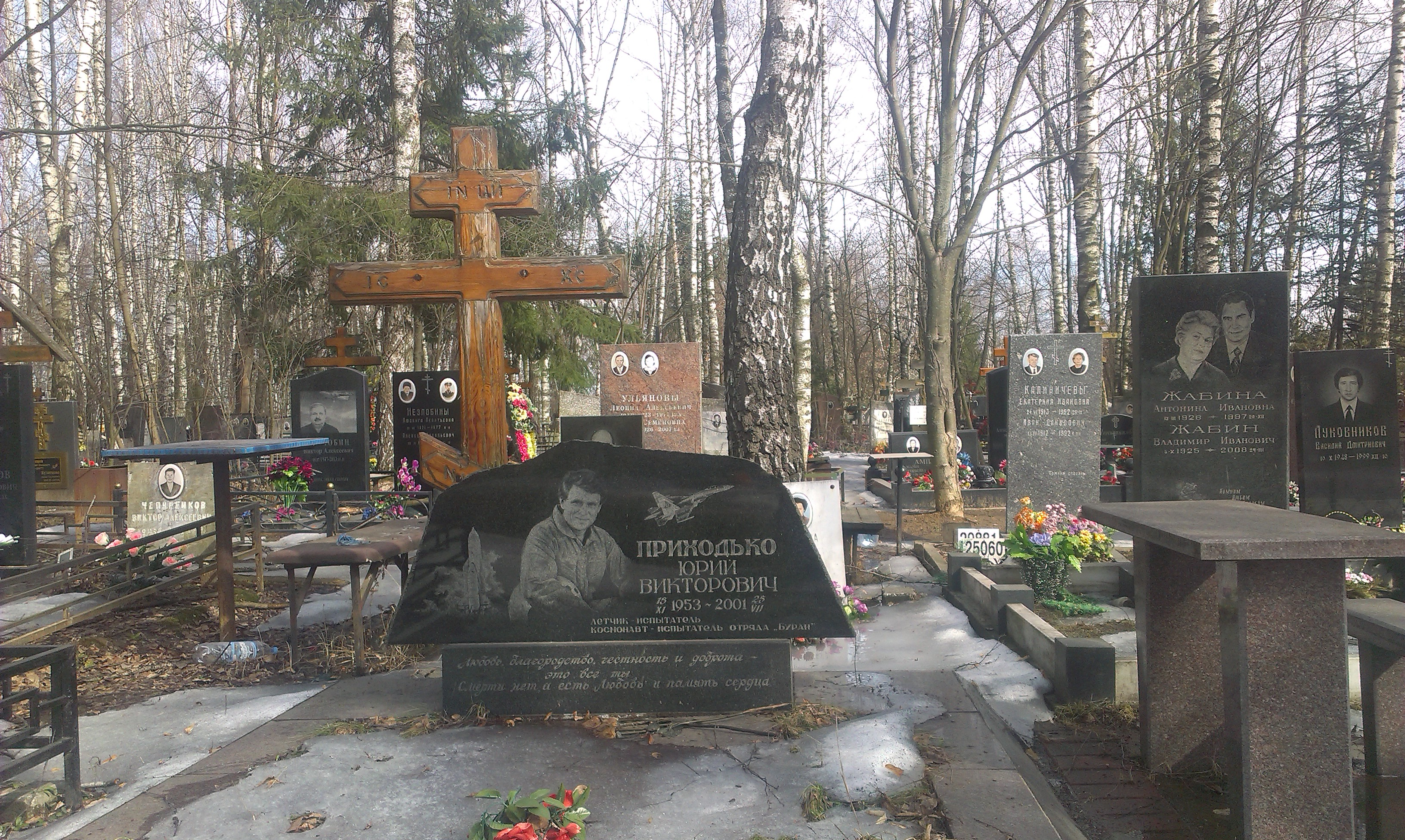
Островецкое кладбище

На кладбище «Островцы» похоронены многие лётчики-испытатели и учёные г. Жуковского, в том числе: Герои Советского Союза Д. В. Гапоненко, А. Г. Ерошкин, Н. Ф. Садовников, Герой Российской Федерации А. Г. Бесчастнов, лауреат Государственной премии СССР В. И. Бочаров, заслуженный деятель науки и техники РСФСР В. В. Косточкин, Герой Социалистического Труда А. А. Растов, член-корреспондент РАН В. В. Сычёв и др.

## Население
| 1926 | 2002  | 2010  | 2021    |
| ---- | ----- | ----- | ------- |
| 1087 | ↗3714 | ↗5515 | ↗15 752 |

## Экономика
В деревне работает крупная агрофирма «Подмосковное» (ранее совхоз), в которая сдаёт в аренду тепличное хозяйство, обширные посевные площади, склады и др. В деревне есть отделения Сбербанка. Также есть крупный садовый центр.

## Культура
БиблиОстров — Подмосковная сельская библиотека д. Островцы

## Развлечения
На въезде в деревню находится база отдыха «Русская Рыбалка» с зарыбленным прудом, рестораном и фитнес-центром. Есть Спортивный клуб «Олимп» (бокс, аэробика, спортивно-бальные танцы, детская гимнастика).

## Транспорт
Через деревню проходит федеральная автотрасса М5 «Урал», по которой на автобусах и маршрутных такси можно добраться до Москвы (станций метро «Кузьминки», «Выхино») и Котельники (станция метро), Люберец, Лыткарино, Бронниц, и других населённых пунктов.
Перпендикулярно трассе М5 проходит Островецкое шоссе, которое позволяет попасть на трассу А102, и, соответственно, в посёлки Малаховка, Удельная, Быково и город Жуковский.
1. От станции метро «Котельники» автобусы № 416, № 351, № 324. Время в пути — 20-30 мин (без пробок).
2. От станции метро «Выхино» м/т № 144. Время в пути — 30-40 мин (без пробок).
3. От станции метро «Кузьминки» м/т № 558, № 865, № 979. Время в пути — 25 мин (без пробок).
4. От станции Люберцы автобус № 22 и м/т № 33, № 22. Время в пути — 25 мин.
5. От ж/д станций «Удельная»,"Быково" м/т № 68, № 85. Время в пути — 12 мин.
6. От станции метро «Котельники» м/т № 43,67 до мкрн. «Новые Островцы». Время в пути — 15-20 мин (без пробок).